# Tourismus in den Vereinigten Staaten

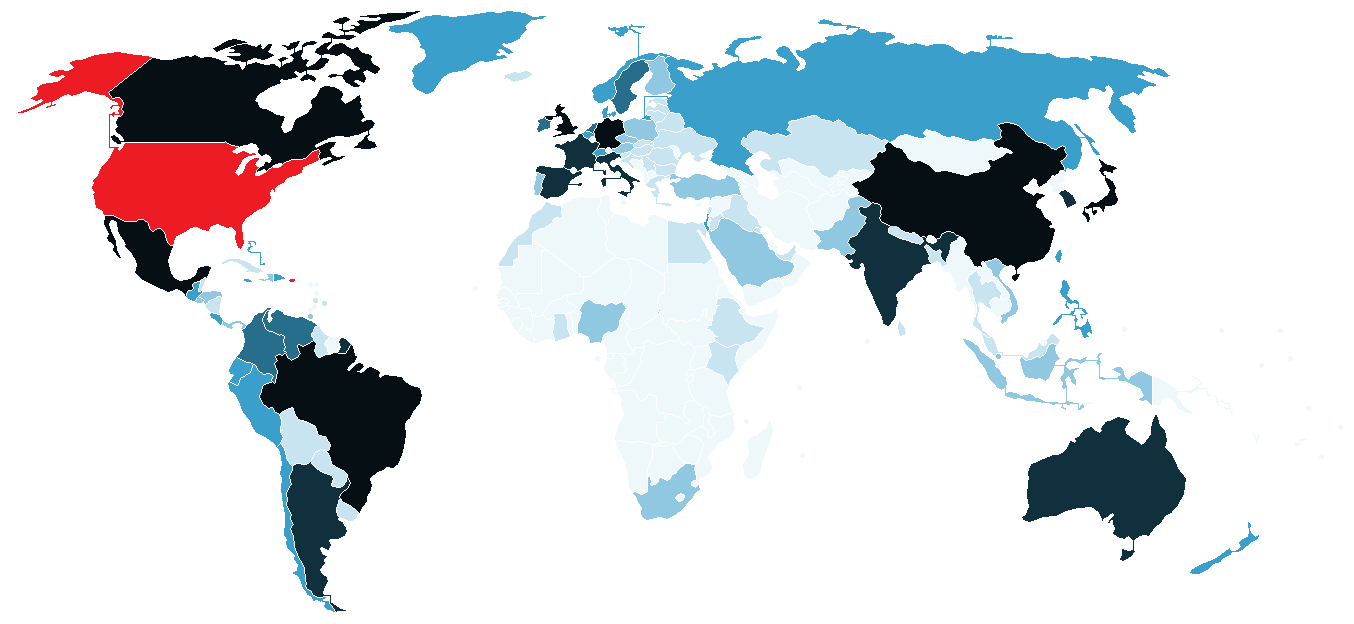
Länder nach Einreisen in die USA (2017)

Der Tourismus in den Vereinigten Staaten bildet die weltweit größte Tourismusindustrie. Sie zählt außerdem zu den Wettbewerbs-stärksten laut dem Travel and Tourism Competitiveness Report. Laut Zahlen der Weltorganisation für Tourismus erhielt das Land 76,9 Millionen Besuche von ausländischen Touristen im Jahr 2017, womit es das am dritthäufigsten besuchte der Welt hinter Frankreich und Spanien war. Die Einnahmen, die diese Besucher brachten, beliefen sich auf 251,4 Milliarden US-Dollar, womit die USA die höchsten Einnahmen aller Länder verzeichnen. Die meisten internationalen Touristen kommen aus den Nachbarländern Mexiko und Kanada, gefolgt von Ländern Europas und zunehmend Asiens. Die meisten Touristen in den Vereinigten Staaten verfügen über eine hohe Kaufkraft und bleiben für einen längeren Zeitraum im Land, deshalb sind die Ausgaben pro Kopf von Touristen relativ hoch. Neben dem internationalen Tourismus kommt dem Inlandstourismus eine noch weitaus größere Bedeutung zu. Im Jahr 2018 gaben inländische Reisende fast 1 Billion US-Dollar im Land aus. Von diesen Ausgaben hängen 8,9 Millionen Arbeitsplätze ab und Steuereinnahmen von 171 Milliarden US-Dollar fließen in die Kassen von Bundes-, Landes- und Kommunalverwaltungen. Insgesamt werden 2,5 Billionen US-Dollar der Wirtschaftsleistung und 15,7 Millionen Arbeitsplätze vom Tourismus beeinflusst.
Ermöglicht wird der Tourismus im Land von einer hervorragenden Infrastruktur (insbesondere beim Auto- und Luftverkehr) und zahlreichen Naturwundern, Städten, historischen Wahrzeichen und Unterhaltungsmöglichkeiten, die über das ganze Land verteilt sind. Es gibt in den USA 2.540 (Stand: 2013) registrierte National Historic Landmarks und 24 UNESCO-Welterbestätten (2019). Die am häufigsten von Ausländern besuchten Städte waren 2017 New York City (13,1 Millionen Besucher), Miami (8,1 Millionen), Las Vegas (6,7 Millionen), Los Angeles (6,1 Millionen), Orlando (5,2 Millionen), San Francisco (3,6 Millionen), Honolulu (2,6 Millionen) und Washington, D.C. (2,2 Millionen). Der meistbesuchte Ort des Landes war 2011 der Times Square in New York City mit 41,9 Millionen Touristen. Neben den eben genannten Städten sind auch zahlreiche Naturwunder große Anziehungspunkte für Touristen wie der Yellowstone-Nationalpark, der Grand-Canyon-Nationalpark oder die Niagarafälle (gemeinsam mit Kanada).
In den USA gibt es kein eigenes Ministerium für Tourismus, wie in einigen anderen Ländern. Die Anliegen der Reiseindustrie werden von der U.S. Travel Association vertreten.

## Geschichte
Der Tourismus in den Vereinigten Staaten nahm seinen Anfang mit der Konstruktion von Eisenbahnstrecken Mitte des 19. Jahrhunderts, die erstmals massenhafte Mobilität ermöglichten. 1860 waren alle großen Städte im Osten der USA mit der Eisenbahn verbunden, und 1869 wurde die erste transamerikanische Eisenbahnverbindung fertiggestellt. Der Yosemite-Nationalpark wurde 1864 als einer der ersten großen Nationalparks eröffnet. Die Erfindung der Fotografie spielte eine wichtige Rolle bei der Entwicklung von Touristenattraktionen und ermöglichte die Verteilung von Hunderten von Bildern mit verschiedenen Sehenswürdigkeiten. Das Reisen war damals allerdings nur einer kleinen privilegierten Schicht vorbehalten und die touristischen Regionen waren vorwiegend an der Ostküste der USA konzentriert.
Die Demokratisierung des Reisens erfolgte zu Beginn des 20. Jahrhunderts, als das Automobil das Reisen revolutionierte und es deutlich vereinfachte. Durch den Bau von Autobahnen wurde das Land zudem deutlich besser erschlossen. Ebenso revolutionierte der Flugverkehr das Reisen in den Jahren ab 1945 und trug in hohem Maße zum Tourismus in den Vereinigten Staaten bei. In dieser Zeit entwickelte sich der Flugverkehr in den USA von einer Neuheit zu einer Routine für Geschäftsreisende und Urlauber. Die rasante Entwicklung der Luftfahrttechnologie und der steigende wirtschaftliche Wohlstand in den USA ermöglichten ein Schwinden der Distanzen und das Entstehen einer integrierten nationalen Tourismusindustrie. 1971 wurde das Walt Disney World Resort bei Orlando eröffnet und machte Florida zu einem Zentrum des amerikanischen Tourismus.
Die Reise- und Tourismusbranche in den USA gehörte zu den größten kommerziellen Geschädigten der Anschläge am 11. September 2001. In der ersten vollen Woche nach Wiederaufnahme der Flüge sanken die Passagierzahlen von 9 Millionen in der Woche vor dem 11. September um fast 45 Prozent auf 5 Millionen. Hotel- und Reisebuchungen wurden weltweit storniert. Die Hotellerie erlitt in den vier Tagen nach den Anschlägen einen geschätzten Umsatzverlust von 700 Millionen US-Dollar. Der US-Kongress und die Federal Reserve mussten die Fluggesellschaften des Landes mit Hilfen von bis zu 15 Milliarden US-Dollar retten.
Einen weiteren herben Rückschlag erlebte die Branche durch die Finanzkrise ab 2007. Erst nach einiger Zeit erholte sie sich wieder. 2018 wurde ein neuer Rekord mit ca. 2,3 Milliarden persönlichen Reisetrips aufgestellt. Nach der Wahl von Donald Trump zum Präsidenten (2017) hat sich das Wachstum der internationalen Ankünfte allerdings verlangsamt, was mit schärferen Einreisebestimmungen und Währungsschwankungen zusammenhängen dürfte.

## Statistik

### Entwicklung der Anzahl an internationalen Gästen
Als internationale Gäste zählen alle Personen, die aus dem Ausland anreisen und mindestens einmal im Land übernachten. Angegeben sind zudem die getätigten Ausgaben dieser Gäste, gerechnet in US-Dollar.
| Jahr | Anzahl int. Gäste | Einnahmen        |
| ---- | ----------------- | ---------------- |
| 1995 | 43.318.000        | 93,743 Mrd. USD  |
| 2000 | 51.238.000        | 120,912 Mrd. USD |
| 2001 | 46.927.000        | 109,103 Mrd. USD |
| 2002 | 43.581.000        | 104,427 Mrd. USD |
| 2003 | 41.218.000        | 101,535 Mrd. USD |
| 2004 | 46.086.000        | 115,689 Mrd. USD |
| 2005 | 49.206.000        | 122,077 Mrd. USD |
| 2006 | 50.977.000        | 126,778 Mrd. USD |
| 2007 | 56.135.000        | 144,223 Mrd. USD |
| 2008 | 58.007.000        | 164,721 Mrd. USD |
| 2009 | 55.103.000        | 146,002 Mrd. USD |
| 2010 | 60.010.000        | 167,996 Mrd. USD |
| 2011 | 62.821.000        | 187,629 Mrd. USD |
| 2012 | 66.657.000        | 200,997 Mrd. USD |
| 2013 | 69.995.000        | 218,496 Mrd. USD |
| 2014 | 75.022.000        | 235,990 Mrd. USD |
| 2015 | 77.774.000        | 249,183 Mrd. USD |
| 2016 | 76.407.000        | 246,172 Mrd. USD |
| 2017 | 76.941.000        | 251,361 Mrd. USD |

### Herkunftsländer von Touristen
Länder nach Anzahl an Einreisen zu Zwecken außerhalb der Migration.
| Land                   | FY 2017      | FY 2016      | FY 2015      | FY 2014      |
| ---------------------- | ------------ | ------------ | ------------ | ------------ |
| Mexiko                 | ▼ 18.101.904 | ▼ 18.420.891 | ▲ 19.175.345 | ▲ 18.889.281 |
| Kanada                 | ▲ 11.616.347 | ▼ 11.366.670 | ▲ 11.671.122 | ▲ 11.289.743 |
| Vereinigtes Königreich | ▼ 4.786.421  | ▲ 4.930.593  | ▲ 4.691.874  | ▲ 4.549.934  |
| Japan                  | ▼ 3.697.844  | ▼ 3.717.029  | ▼ 3.750.667  | ▼ 3.933.941  |
| Volksrepublik China    | ▲ 2.630.300  | ▲ 2.587.968  | ▲ 2.309.654  | ▲ 2.001.302  |
| Südkorea               | ▲ 2.324.707  | ▲ 2.001.417  | ▲ 1.742.422  | ▲ 1.576.328  |
| Deutschland            | ▲ 2.228.358  | ▼ 2.190.832  | ▼ 2.208.145  | ▲ 2.283.086  |
| Brasilien              | ▲ 2.011.385  | ▼ 1.866.261  | ▲ 2.383.822  | ▲ 2.275.588  |
| Frankreich             | ▲ 1.923.414  | ▼ 1.897.398  | ▼ 1.915.725  | ▲ 1.966.335  |
| Australien             | ▲ 1.463.908  | ▲ 1.423.898  | ▲ 1.399.615  | ▲ 1.389.358  |
| Italien                | ▲ 1.282.989  | ▲ 1.262.691  | ▼ 1.229.115  | ▲ 1.282.485  |
| Indien                 | ▲ 1.264.598  | ▲ 1.206.225  | ▲ 1.175.153  | ▲ 1.111.738  |
| Argentinien            | ▲ 1.085.461  | ▲ 943.224    | ▲ 765.576    | ▲ 730.089    |
| Spanien                | ▲ 1.037.798  | ▲ 1.012.133  | ▼ 953.969    | ▲ 955.737    |
| Kolumbien              | ▲ 926.855    | ▼ 885.763    | ▲ 928.424    | ▲ 924.916    |
| Niederlande            | ▲ 796.945    | ▲ 766.691    | ▼ 749.826    | ▲ 766.936    |
| Gesamt                 | ▲ 70.056.257 | ▲ 69.128.433 | ▲ 69.025.896 | ▲ 67.519.113 |

## Bedeutende Touristenziele
- Atlanta
- Boston
- Chicago
- Everglades-Nationalpark
- Gettysburg
- Grand-Canyon-Nationalpark
- Las Vegas
- Los Angeles
- Miami
- New York City
- Niagarafälle
- Orlando
- San Francisco
- Washington, D.C.
- Yellowstone-Nationalpark
- Yosemite-Nationalpark

## Galerie

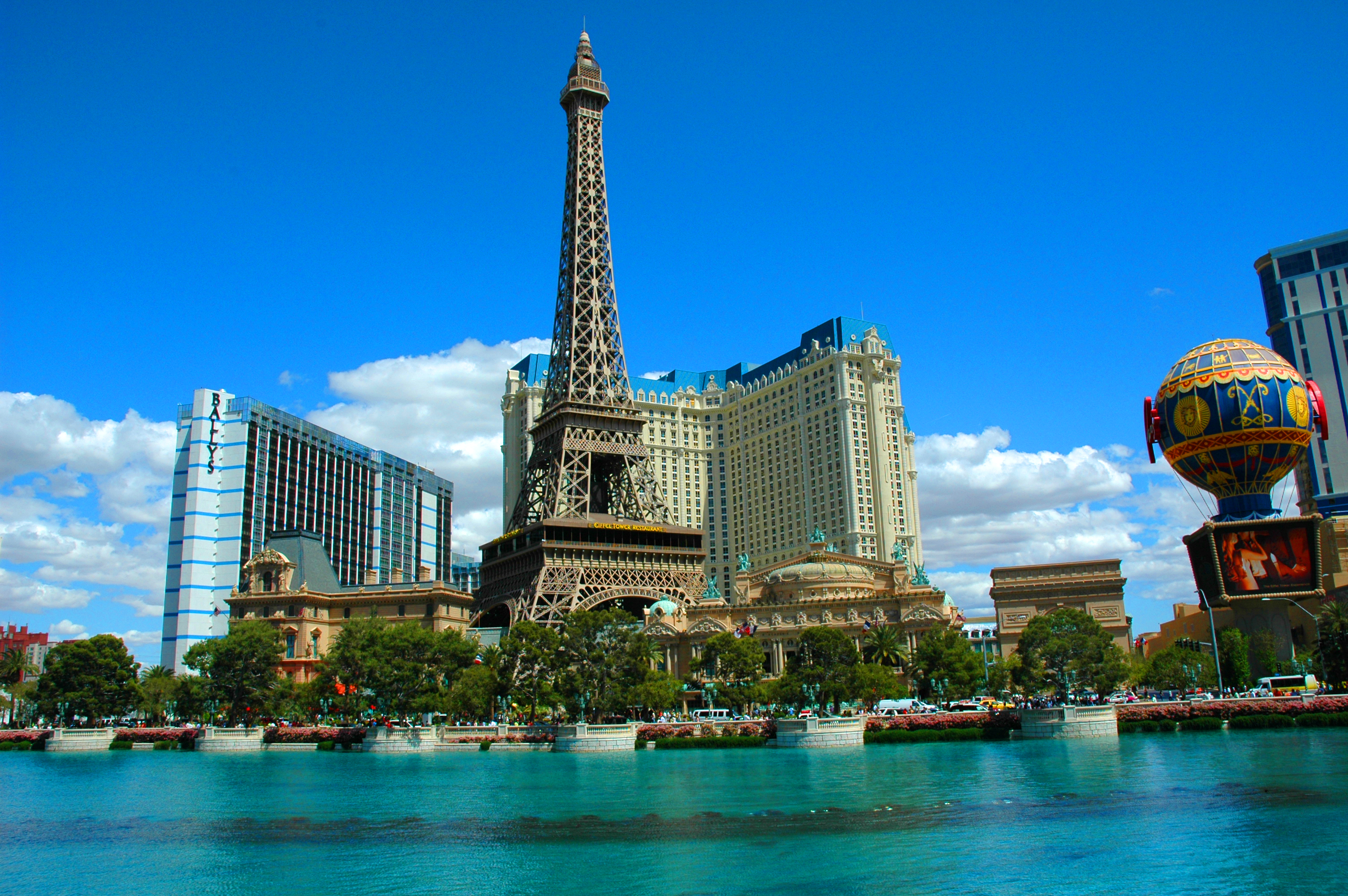
Las Vegas Strip
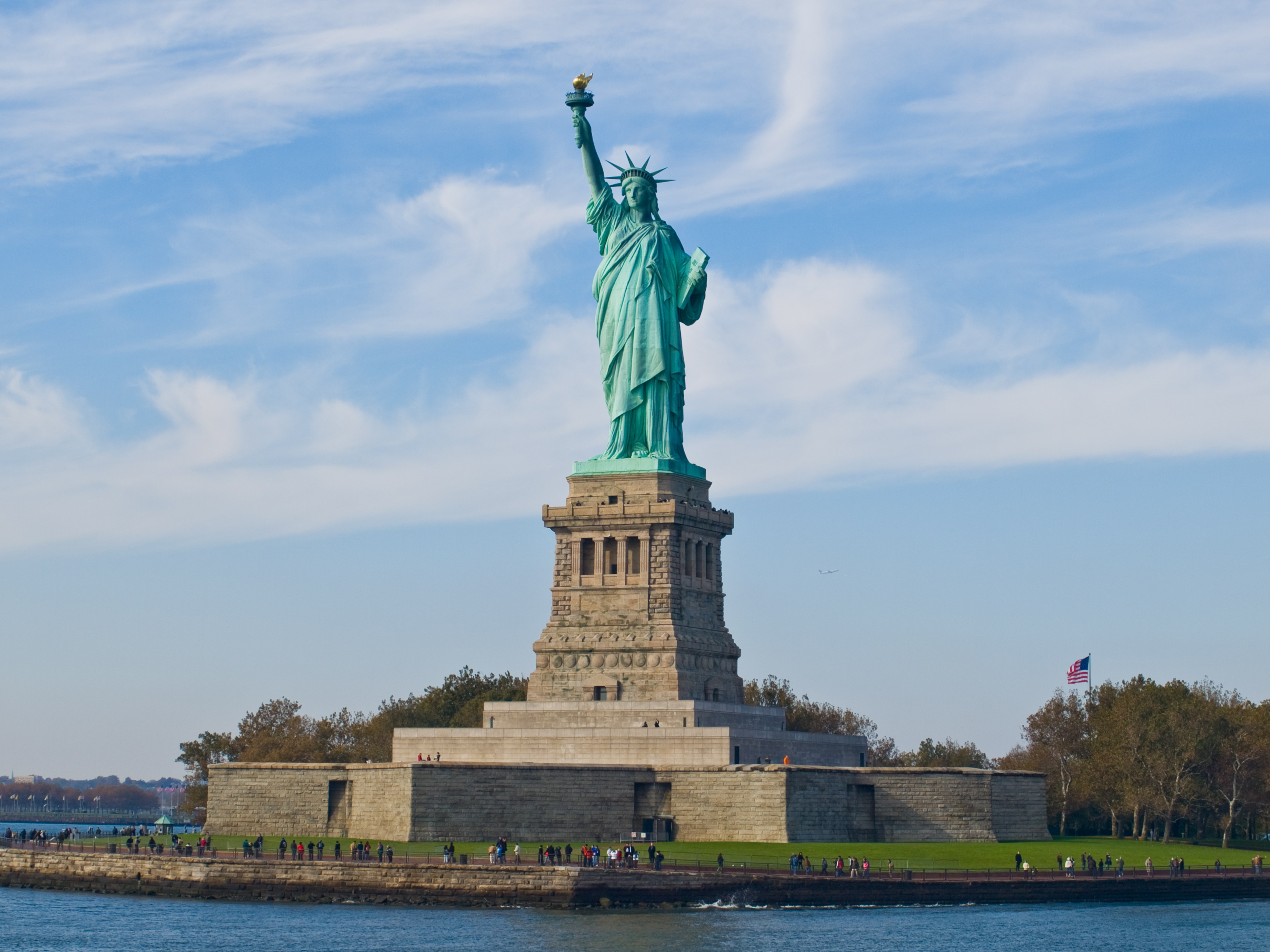
Freiheitsstatue in New York City
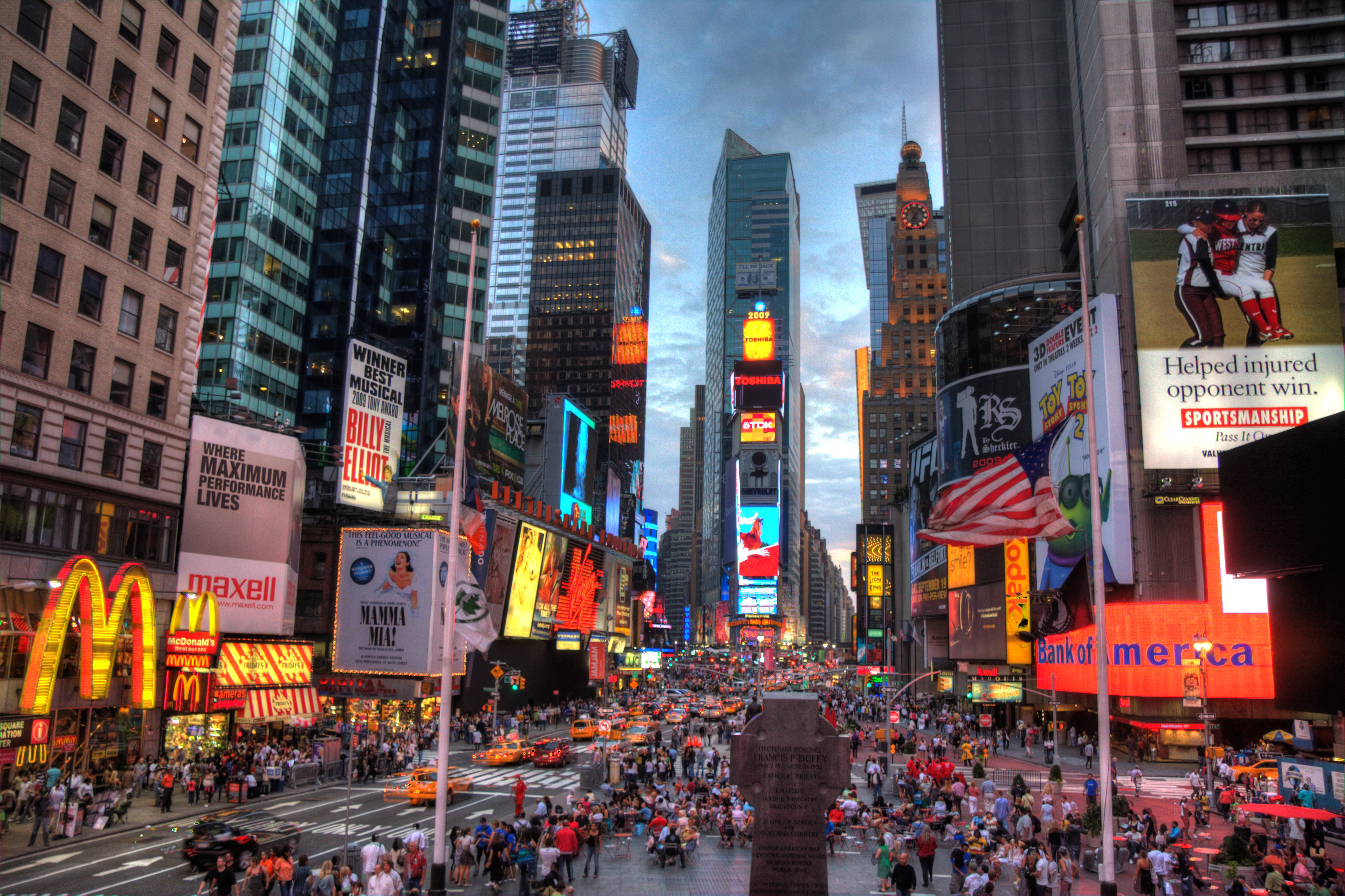
Times Square in New York City
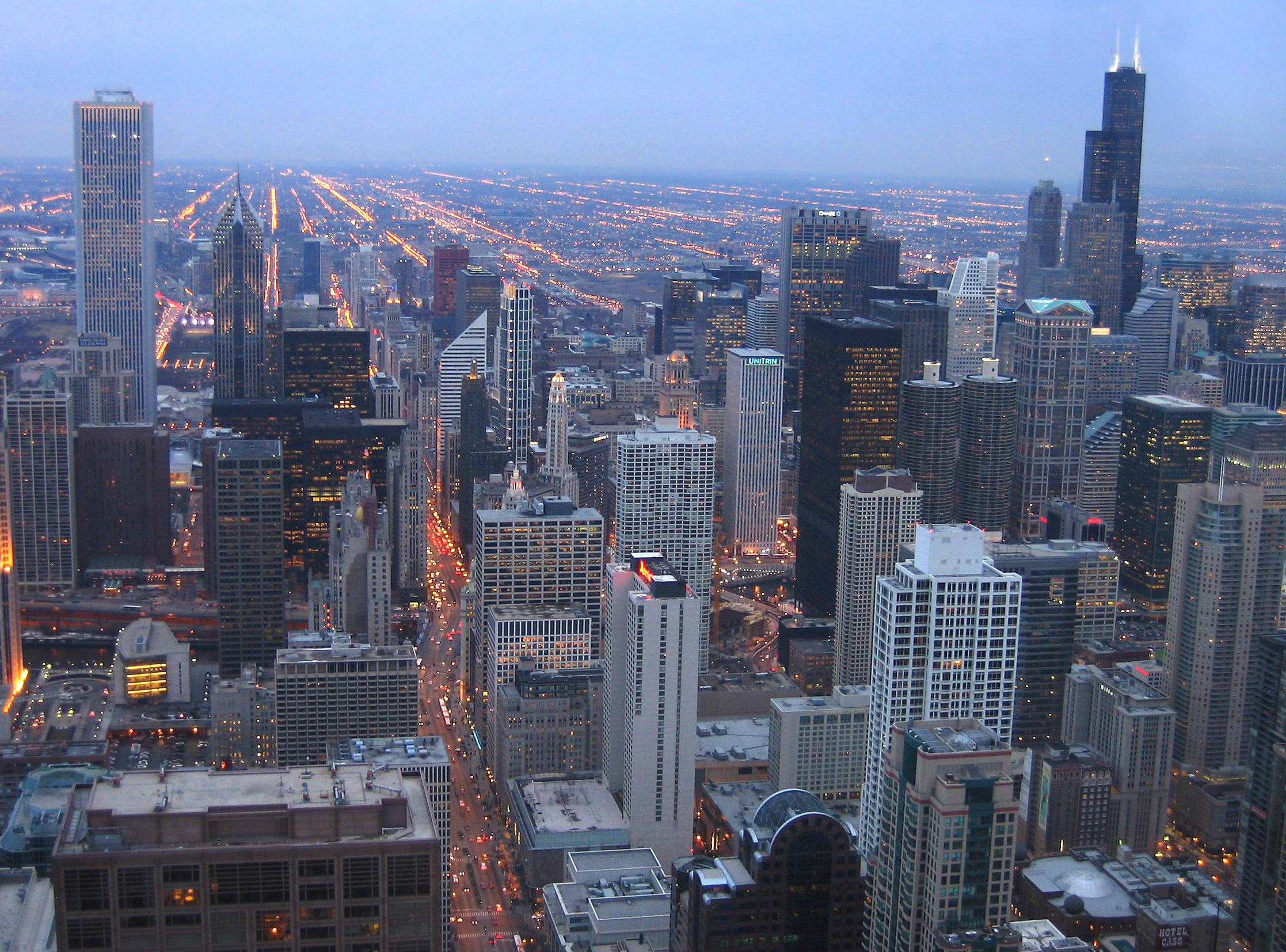
Skyline von Chicago
Hollywood Sign in Los Angeles
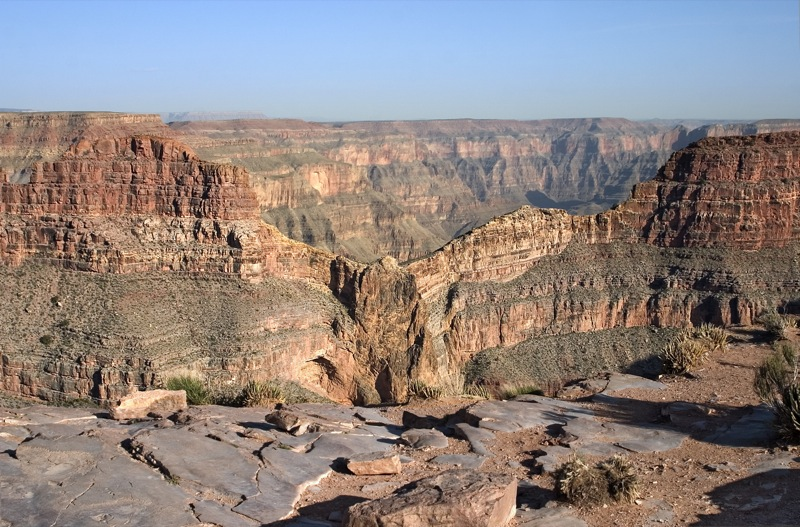
Grand Canyon
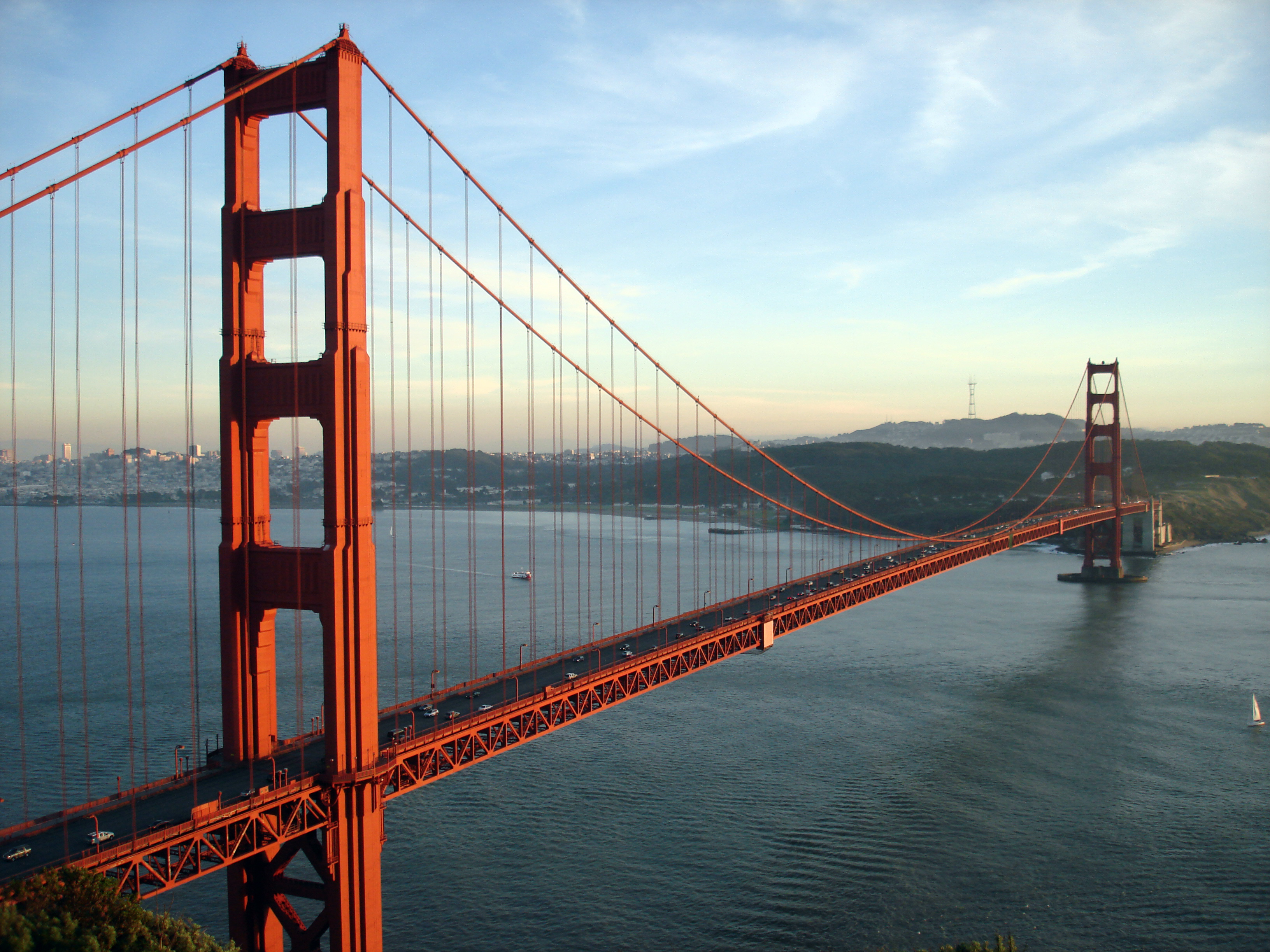
Golden Gate Bridge in San Francisco
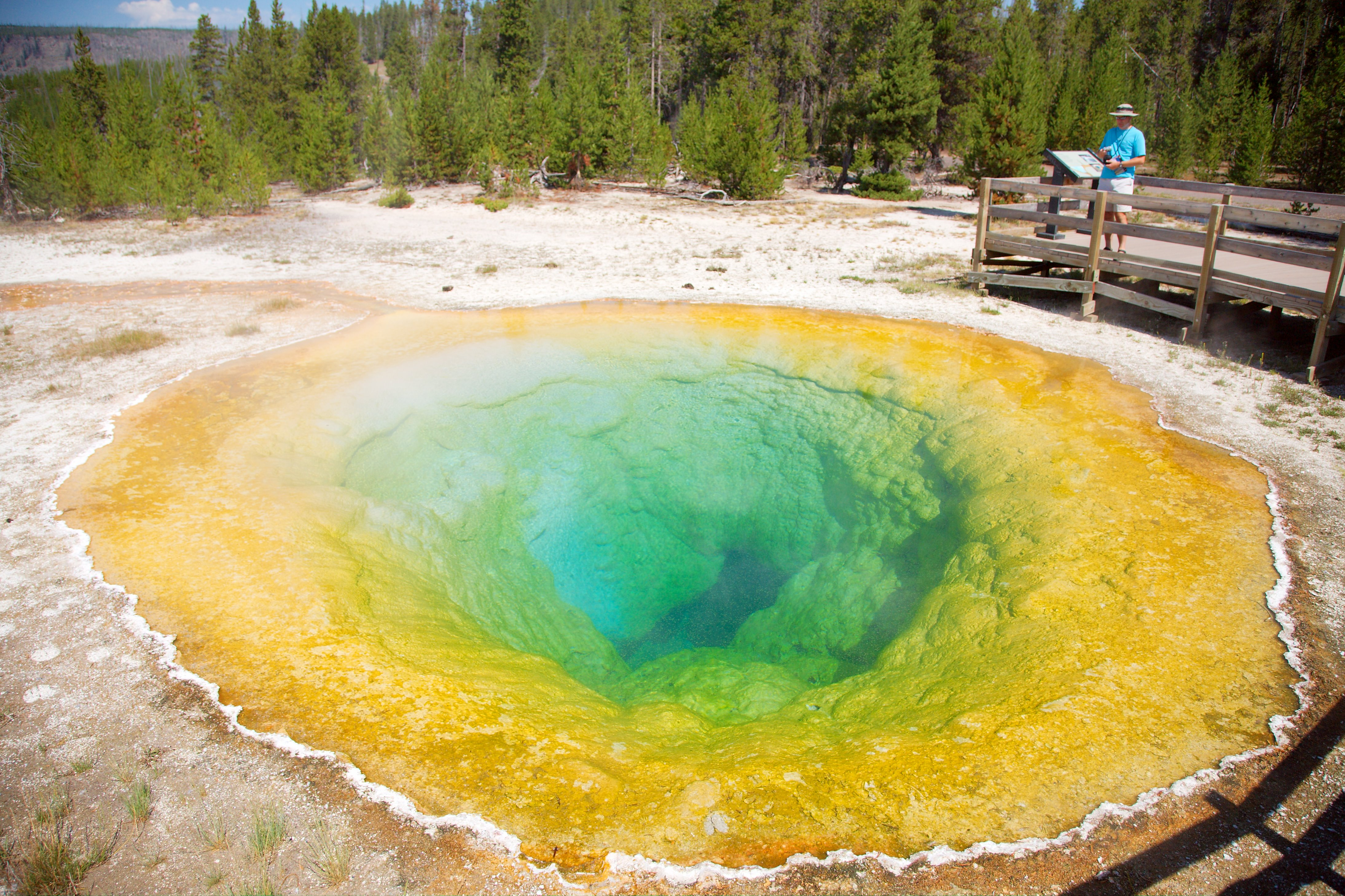
Yellowstone-Nationalpark
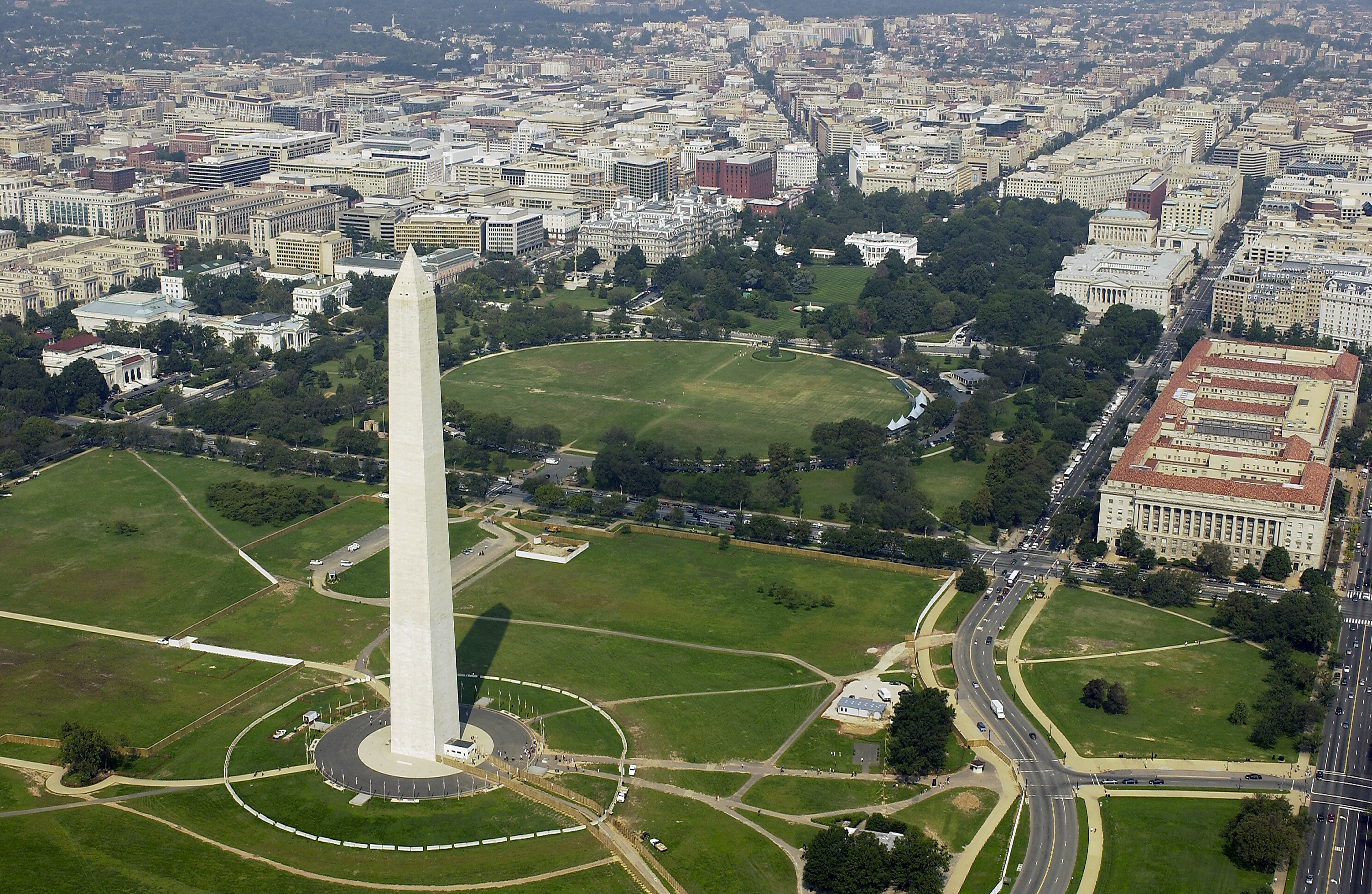
Washington Monument und Weißes Haus in Washington D.C.
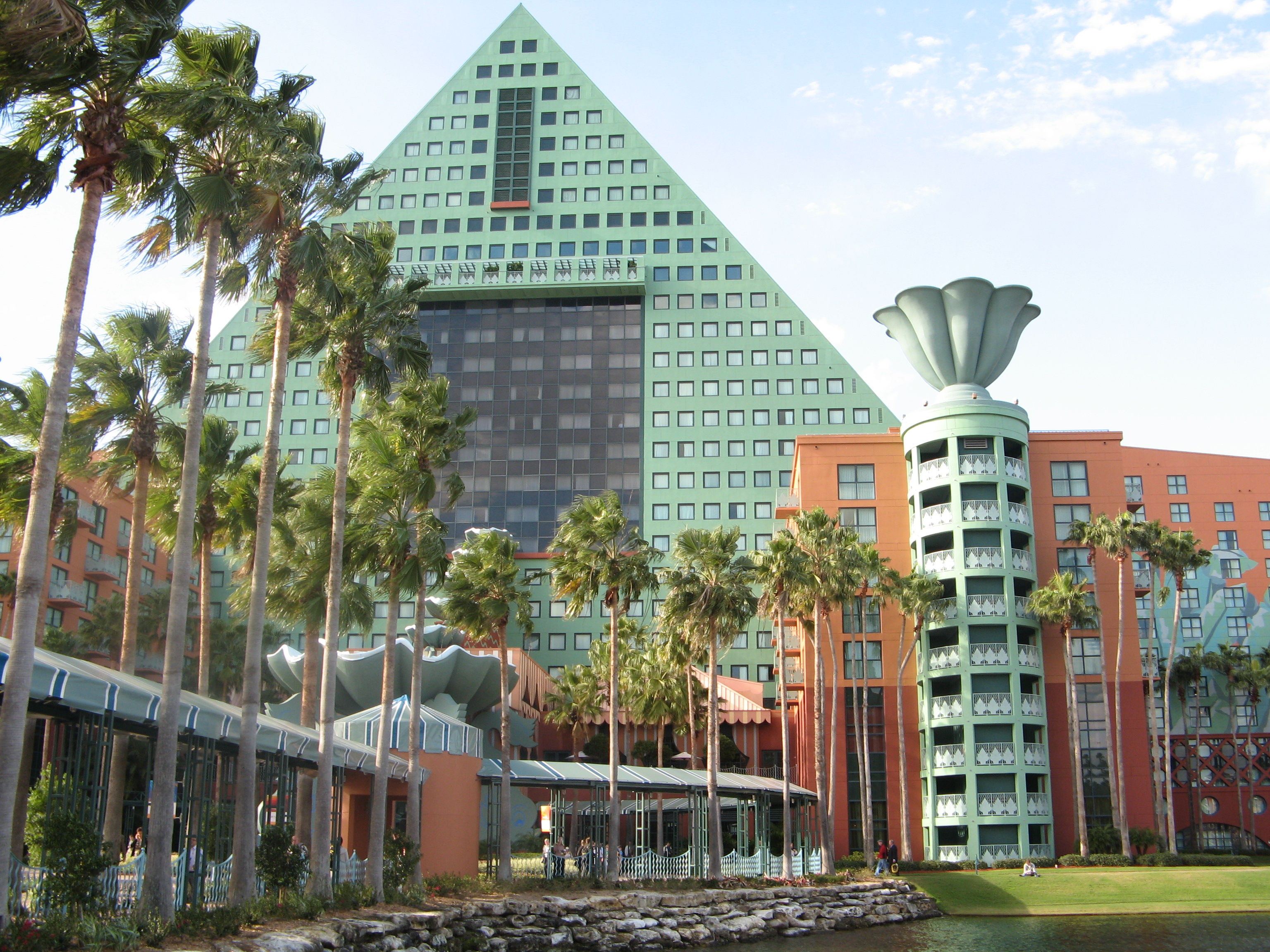
Walt Disney World Resort in Florida
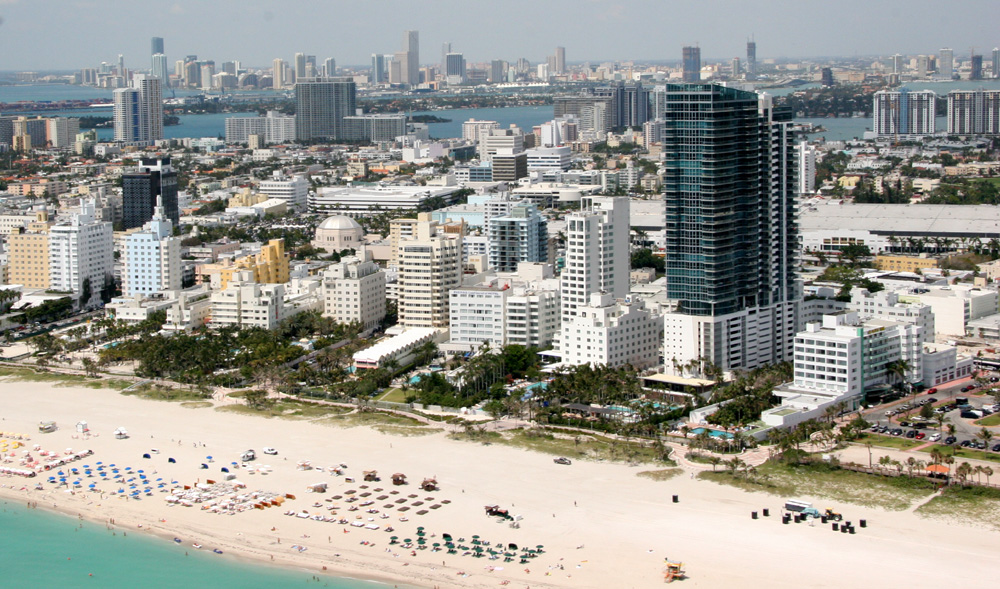
Strand in Miami Beach